# Lijst van beelden in Bernheze
Dit is een (onvolledige) chronologische lijst van beelden in Bernheze. Onder een beeld wordt hier verstaan elk driedimensionaal kunstwerk in de openbare ruimte van de Nederlandse gemeente Bernheze, waarbij beeld wordt gebruikt als verzamelbegrip voor sculpturen, standbeelden, installaties, gedenktekens en overige beeldhouwwerken.
Voor een volledig overzicht van de beschikbare afbeeldingen zie: Beelden in Bernheze op Wikimedia Commons.

## Heesch
| Geplaatst | Omschrijving | Kunstenaar           | Straat                               | Plaats | Materiaal            | Afbeelding |
| --------- | --- | -------------------- | ------------------------------------ | ------ | -------------------- | ---------- |
| 1972      | Carnaval des Animaux | Hans Goddefroy       | De Misse                             | Heesch |                      |            |
|           | De Buitelaar | René van Seumeren    | De Ploeg 101                         | Heesch | brons                |            |
| 1986      | Wiskundige figuren | Ton Krijnen          | De Misse                             | Heesch | glas / neon / metaal |            |
| 1991      | Labrys (Waterbeeld) | Charles Vergouwen    | 't Dorp                              | Heesch | hardsteen            |            |
| 1993      | Rogge-aar | Jos Verwiel          | Boekweit / Gerst                     | Heesch | messing / graniet    |            |
| 1999      | Tango | Wim Geeven           | Buitenpas / Binnenpas                | Heesch |                      |            |
| 1999      | Tango | Wim Geeven           | Krabbenhoek                          | Heesch | staal                |            |
| 1999      | Tango | Wim Geeven           | Krabbenhoek 47                       | Heesch | staal                |            |
| 1999      | Tango Dit object maakt onderdeel uit van een groep van 7 abstracte beelden en zorgt voor verbinding tussen de wijken ..... | Wim Geeven           | Beellandstraat                       | Heesch | staal                |            |
| 1999      | Tango | Wim Geeven           | Buitenpas / Kerkweg                  | Heesch | staal                |            |
| 1999      | Tango | Wim Geeven           | Graanakker                           | Heesch | staal                |            |
| 1999      | Tango | Wim Geeven           | Hogewal                              | Heesch | staal                |            |
| 2007      | De Gemeente Verlicht | Herman Kuijer        | Hoogstraat (gemeentehuis)            | Heesch | LED verlichting      |            |
| 2013      | Herdenkingszuil | Jan Hendriks         | Hoogstraat                           | Heesch | hardsteen            |            |
| 2017      | | Alex van der Heijden |                                      | Heesch | mozaïek              |            |
|           | Bovenloop van den laaglandbeek                                                                                             | Jeroen van Westen    | De Hoef / Nistelrodesweg             | Heesch |                      |            |
|           | Samen Apart | Karin Colen          | De Misse                             | Heesch | staal / verlichting  |            |
|           | De Krullevaar | Ton Maria Nijhof     | Dr.Zwanenberglaan / Herderstraat     | Heesch | staal                |            |
|           | D'n Upperman | Bart van Hoek        | Hoogstraat / Pastoor Scheepensstraat | Heesch | brons                |            |
|           | De vijf eiken | Michel Kuipers       | 't Vijfeiken                         | Heesch | keramiek / beton     |            |
|           | Hengelaar | Ton Maria Nijhof     | Vijver De Ploeg                      | Heesch | staal                |            |

## Heeswijk-Dinther
| Geplaatst | Omschrijving                                   | Kunstenaar                           | Straat                                     | Plaats           | Materiaal   | Afbeelding                 |
| --------- | ---------------------------------------------- | ------------------------------------ | ------------------------------------------ | ---------------- | ----------- | -------------------------- |
|           | Coenraad van Malsen (abt) 1546                 |                                      | Abdijstraat (abdij)                        | Heeswijk-Dinther |             | Van Malsen                 |
|           | (reliëf) Andreas van Laarhoven (abt 1867-1870) |                                      | Abdijstraat (abdij)                        | Heeswijk-Dinther |             |                            |
| 1902      | St.Servatius                                   |                                      | Sint Servatiusstraat (kerk)                | Heeswijk-Dinther |             |                            |
| 1902      | St.Willibrordus                                |                                      | Sint Servatiusstraat (kerk)                | Heeswijk-Dinther |             |                            |
| 1927      | Heilig Hartbeeld (Dinther)                     | Aloïs De Beule en Dorus Hermsen      | Den Dolvert                                | Heeswijk-Dinther | zandsteen   |                            |
| 1927      | Pater van den Elsen                            | Jozef Cantré                         | Abdijstraat (abdij)                        | Heeswijk-Dinther | zandsteen   |                            |
| 1934      | St.Norbertus                                   |                                      | Abdijstraat (abdij)                        | Heeswijk-Dinther | steen       |                            |
| 1939      | Heilig Hartbeeld (Heeswijk)                    | Harrie Jonkergouw                    | Hoofdstraat                                | Heeswijk-Dinther | natuursteen |                            |
| 1969      | Dr. A.Boutkan                                  | Trudie Broos                         | Van Oorschotstraat / Bogaerdelaan          | Heeswijk-Dinther | hardsteen   |                            |
| 1979      | De Pindulleskesboom                            | Frans Goossens                       | Raadhuisplein / Edmundus van Dintherstraat | Heeswijk-Dinther | beton       |                            |
|           | Slager                                         |                                      | Mgr. van Oorschotstraat8                   | Heeswijk-Dinther | mozaïek     |                            |
|           | Water en Lucht                                 | Frans van der Burgt                  | Abdijstraat                                | Heeswijk-Dinther | graniet     |                            |
| 1982      | De Ontmoeting                                  | Marga Brey                           | Plein 1969                                 | Heeswijk-Dinther |             |                            |
| 1988      | Molenaar met kind                              | JeanMarianne Bremers                 | St.Servatiusstraat / De Doorgang           | Heeswijk-Dinther |             |                            |
| 2009      | Romance, Money & Motorbikes                    | Martin en Inge Riebeek               | Aula Gymnasium Bernrode                    | Heeswijk-Dinther |             |                            |
| 2010      | Baken voor Heilaren-Noord                      | Niko de Wit                          | De Streepen                                | Heeswijk-Dinther | cortenstaal |                            |
|           | Maria met Kind                                 |                                      | Abdijstraat41                              | Heeswijk-Dinther | keramiek    |                            |
|           | Vendelier                                      | JeanMarianne Bremers                 |                                            | Heeswijk-Dinther |             |                            |
|           | Kunstobjecten Zaert                            | Matthew Filipowski                   | Heilige Stokstraat                         | Heeswijk-Dinther | staal       |                            |
|           | Bevrijdingskapel met Maria                     | Michael van Helvert en M.J.M. Hansen | Mgr. Van Oorschotstraat                    | Heeswijk-Dinther |             | Bevrijdingsapel in Heewijk |
|           | gevelstenen                                    | Michael van Helvert                  | Abdijstraat 53                             | Heeswijk-Dinther |             |                            |

## Loosbroek
| Geplaatst | Omschrijving                 | Kunstenaar              | Straat                          | Plaats    | Materiaal   | Afbeelding |
| --------- | ---------------------------- | ----------------------- | ------------------------------- | --------- | ----------- | ---------- |
| 1948      | Heilig Hartbeeld (Loosbroek) | Peter Roovers           | Dorpsstraat / Schaapsdijk       | Loosbroek | natuursteen |            |
| 2000      | Annunciator                  | Peter van de Locht      | Schaapsdijk                     | Loosbroek | marmer      |            |
| 2015      | At Zero The Air is Yours     | Philip Lüschen          | Hanenbergsestraat / Schaapsdijk | Loosbroek |             |            |
|           | Heilige Donatus              |                         | Dorpsstraat                     | Loosbroek |             |            |
|           | Dobbelsteen                  | Th.van Gorp (architect) | Jan Dobbelsteenstraat           | Loosbroek | beton       |            |
|           | Paddo                        | Adri van Zutphen        | Schaapsdijk / Molenhoeven       | Loosbroek | cortenstaal |            |

## Nistelrode
| Geplaatst | Omschrijving                      | Kunstenaar                 | Straat                     | Plaats     | Materiaal              | Afbeelding |
| --------- | --------------------------------- | -------------------------- | -------------------------- | ---------- | ---------------------- | ---------- |
| 1922      | Heilig Hartbeeld (Nistelrode)     | Atelier Thissen            | Laar / Maxend              | Nistelrode |                        |            |
| 1929      | H.Isidorus                        |                            | Laar 53                    | Nistelrode |                        |            |
| 1967      | Ons Durske                        | Frans van der Burgt        | Parkstraat                 | Nistelrode |                        |            |
| 1987      | Brabantse Boer                    | Toon Grassens              | Laar                       | Nistelrode |                        |            |
| 1988      | Brabantse Boerin                  | Toon Grassens              | Laar                       | Nistelrode |                        |            |
| 1990      | De Kleermaker                     | Toon Grassens              | Laar                       | Nistelrode |                        |            |
| 2001      | Ad de Laat                        | Toon Grassens              | Raadhuisplein / Tramstraat | Nistelrode | brons                  |            |
|           | De Groeituin                      | Jan Hein van Melis         | De KanZ, Maxend            | Nistelrode | keramiek               |            |
|           | Poort van het Paradijs            | Huub en Adelheid Kortekaas | Delst / A50                | Nistelrode | cortenstaal            |            |
|           | Heesch B.88                       | Mieke Schouten-Duterloo    | Kloosterhof                | Nistelrode |                        |            |
|           | Mobilisatie-monument              |                            | Kloosterhof, gevel         | Nistelrode |                        |            |
|           | Vissenduet                        | Leo Geurtjens              | Kromstraat                 | Nistelrode |                        |            |
|           | Nisseroise Wever                  | JeanMarianne Bremers       | Laar                       | Nistelrode |                        |            |
|           | De veerman                        | Willy van der Putt         | Laar / Weijen              | Nistelrode |                        |            |
|           | Een teken van troost              | Jet van Zijl               | Loo                        | Nistelrode |                        |            |
|           | Zeven Eeuwen Nistelrode           | Huib Fens                  | Parkstraat                 | Nistelrode | hardsteen              |            |
|           | Zevengesternte                    | A. Henderson en H. de Laat | Parkstraat                 | Nistelrode | zwerfkeien / plaquette |            |
|           | Plastiek                          | Lies Cosijn                | Wevershof (plantsoen)      | Nistelrode | keramiek               |            |
|           | Piet Mondriaan (herdenkingsteken) | Tiny Kerkhof               | Raadhuisplein              | Nistelrode | staal                  |            |
|           | Heilige Lambertus                 | Tiny Kerkhof & M.Hommeles  | Raadhuisplein / Tramplein  | Nistelrode | staal                  |            |
|           | Heilige Lambertus                 |                            | Laar, kerk                 | Nistelrode |                        |            |
|           | Zenbaan                           | Lokatief-collectief        | De Hoef (sporthal)         | Nistelrode | diverse                |            |
|           | Kunst in eik                      | Collectief La Salle        | Zwarte Molen               | Nistelrode |                        |            |

## Vorstenbosch
| Geplaatst | Omschrijving              | Kunstenaar           | Straat                    | Plaats       | Materiaal | Afbeelding |
| --------- | ------------------------- | -------------------- | ------------------------- | ------------ | --------- | ---------- |
| 1994      | D'n Vorstenbossche Mulder | Toon Grassens        | Kerkstraat / Schoolstraat | Vorstenbosch |           |            |
|           | De grote duivenfollie     | Marius Boender       | Binnenveld                | Vorstenbosch |           |            |
|           | 't Pronte Poar            | JeanMarianne Bremers | Schoolstraat / Eggerlaan  | Vorstenbosch |           |            |